# Izby
Izby (łem. Ізбы) – wieś w Polsce położona w województwie małopolskim, w powiecie gorlickim, w gminie Uście Gorlickie nad Białą dopływem Dunajca.

## Historia wsi
Wieś biskupstwa krakowskiego w powiecie sądeckim w województwie krakowskim w końcu XVI wieku. W latach 1975–1998 miejscowość administracyjnie należała do województwa nowosądeckiego.
Tu Konfederaci barscy w latach 1769–1772 mieli swój obóz i siedzibę dowódcy Kazimierza Pułaskiego oraz byli wspierani przez miejscową ludność. Do roku 1947 wieś była zamieszkiwana przez Łemków, którzy zostali przymusowo wysiedleni. We wsi stoi była cerkiew greckokatolicka pw. św. Łukasza Ewangelisty, obecnie pełniąca funkcję kościoła rzymskokatolickiego. Do lat 60. XX wieku we wsi stała drewniana cerkiew prawosławna, która została zniszczona i rozebrana. Obecnie we wsi zamieszkuje kilka rodzin łemkowskich. W 2012 roku postawiono z inicjatywy byłych mieszkańców wsi i ich potomków pomnik na obecnym cmentarzu, na którym chowano do 1947 roku, przodków wygnanych Rusinów (Łemków). Za rzeką naprzeciwko cerkwi znajduje się stary cmentarz, na którym zachowało się kilka nagrobków. Chowano na nim zmarłych do 1928 roku, czyli daty powrotu całej ludności wsi do prawosławia, wraz ze swoim proboszczem ks. Dymitrem Chylakiem.

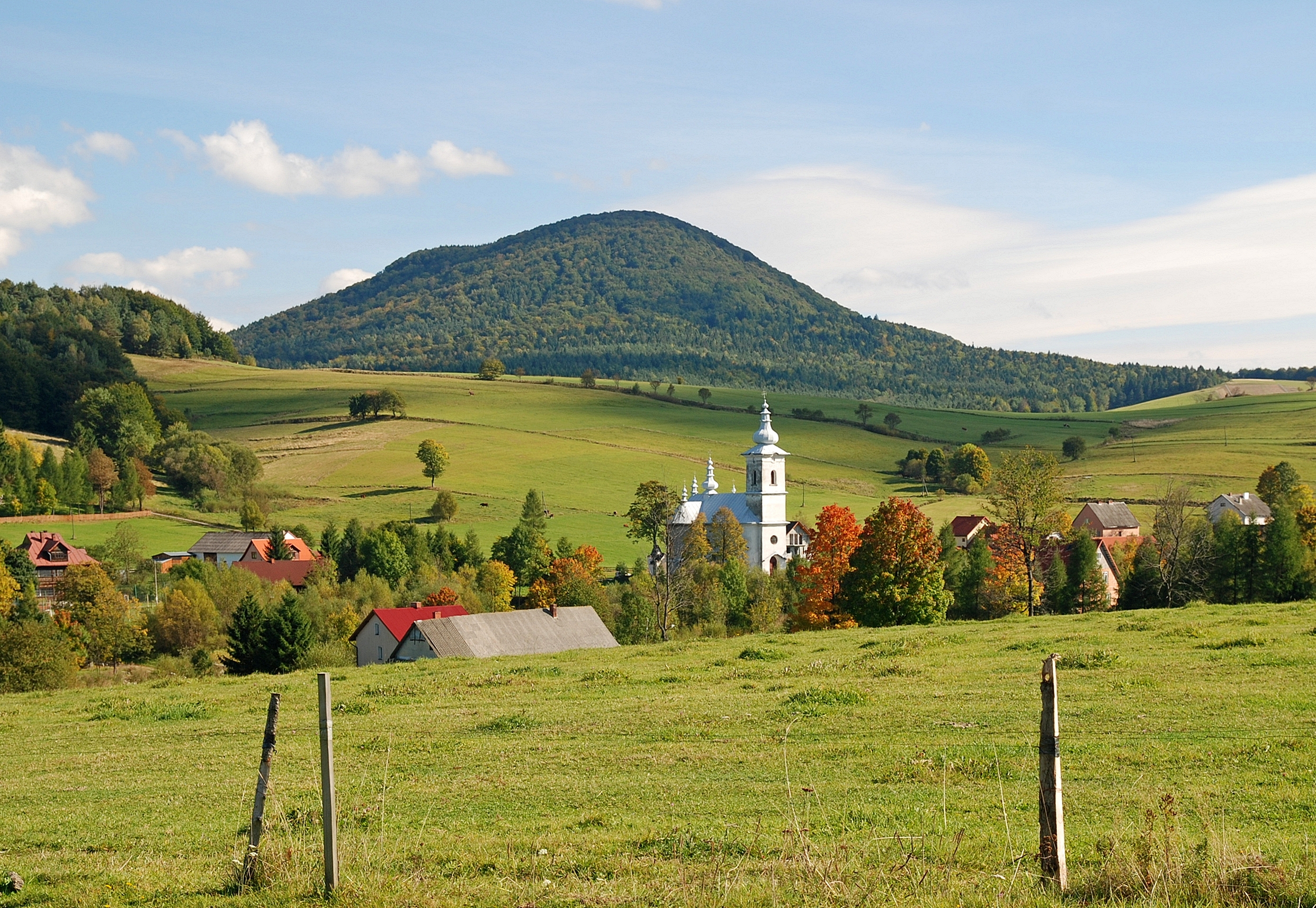
Widok z Izb na Lackową
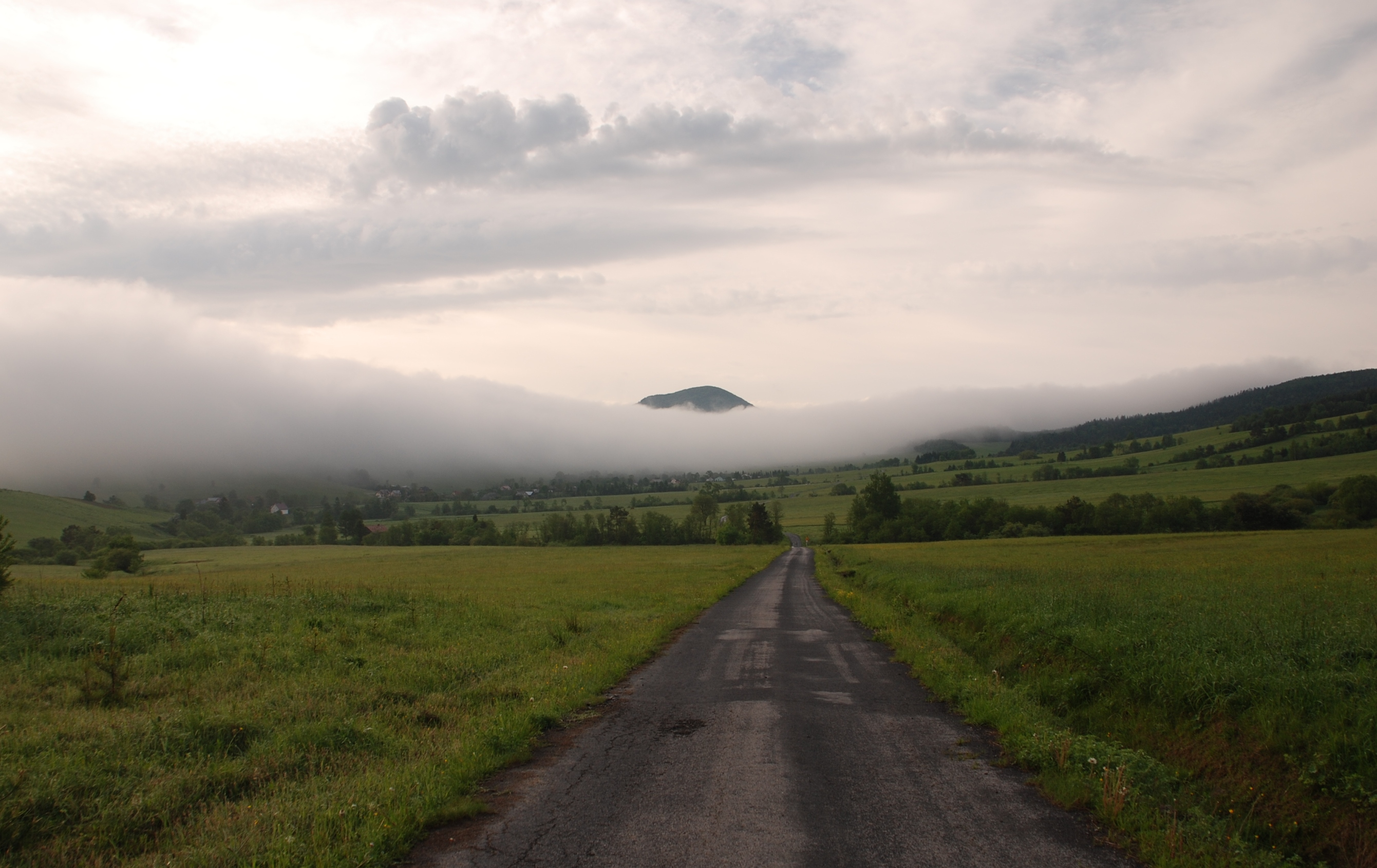
Widok z Izb na Lackową

W okresie międzywojennym w miejscowości stacjonowała placówka Straży Granicznej I linii „Izby”.

## Zabytki
Obiekty wpisane do rejestru zabytków nieruchomych województwa małopolskiego:
- Cerkiew św. Łukasza, murowana, z 1888. 
  - cmentarz przy cerkwi, ob. nieczynny.

- Cerkiew św. Michała Archanioła w Bielicznej

## Szlaki piesze
- Mochnaczka Niżna – Banica – Izby – Ropki – Hańczowa – Kozie Żebro (847 m n.p.m.) (Główny Szlak Beskidzki)